# Hnutí za samosprávnou demokracii – Společnost pro Moravu a Slezsko
Hnutí za samosprávnou demokracii – Společnost pro Moravu a Slezsko (zkratka HSD-SMS) bylo moravské politické hnutí, působící v českém parlamentu mezi lety 1990 a 1996. Zakladatelem byl Boleslav Bárta. Jeho hlavním cílem bylo dosáhnout rovnoprávného postavení občanů Moravy a Slezska:
V 1. fázi (v období 1990–1992) ve společném Československém státě, a to nejlépe obnovou moravskoslezské země jako jedné z tří spolkových republik československé federace (Česká republika, Slovenská republika a Moravskoslezská republika), což chtělo např. i SPR-RSČ.
Ve 2. fázi (v období 1992–1994) v České republice uspořádané na zemském principu (tři samosprávné země Česká, země Morava a země Slezská, alternativa země Česká, země Moravskoslezská a  Praha s postavením země.
Hnutí bylo vůdčím představitelem moravského hnutí a prošlo bouřlivým vývojem, odštěpilo se od něho několik dílčích stran (Moravskoslezské hnutí, v červnu roku 1994 Hnutí samosprávné Moravy a Slezska). V roce 1993 a na počátku roku 1994 hnutí používalo název Hnutí samosprávné demokracie Moravy a Slezska (HSDMS). V lednu roku 1994 se transformovalo na Českomoravskou stranu středu (ČMSS).

## Historie
Původní Společnost pro Moravu a Slezsko (SMS) byla založena v květnu 1968 moravskou elitou, tj. významnými osobnostmi vědeckého, kulturního a politického života na Moravě, především z řad právnické, technické, přírodovědecké a humanitní inteligence. Nevedla politický boj za samosprávu, ale iniciovala ho. V den jejího ustavení byla přijata Rezoluce pro federaci tří celků. Politická angažovanost byla zejména na poslancích Jm KNV, kteří na podkladě Rezoluce přijali dokument Návrh na rovnoprávné postavení Moravy a Slezska. Mluvčím společnosti se později stal psycholog a politik PhDr. Boleslav Bárta, člen výkonného výboru. Společnost působila krátkou dobu (zanikla v období 1969–1970). Díky Bártovi se dochovala řada materiálů z té doby, jako např. návrhy zákonů, schémata orgánů v trojdílném spolkovém uspořádání Československa (jejich autorem byl prof. JUDr. Vladimír Kubeš, děkan Právnické fakulty Masarykovy univerzity v Brně), různá prohlášení a deklarace apod. SMS byla obnovena tzv. silvestrovským prohlášením z 31. prosince 1989.
V neděli 1. dubna 1990 se v Kroměříži uskutečnila tzv. Moravskoslezská neděle známá též jako První Kroměřížský sněm SMS. Konala se ve „sněmovním sále“ zámku. V úvodním vystoupení předseda SMS Boleslav Bárta poukázal na to, že místo jednání nebylo zvoleno náhodně, ale proto, že se zde v období 1848 až 1849 konalo zasedání parlamentního orgánu. Následně přednesl vizi samosprávné demokracie, se kterou se mohl v tehdejším Československu ztotožnit každý, kdo podporoval cestu od totality k demokracii, tedy nejen zastánce samosprávy Moravy a Slezska. Považoval centralismus (ve formě pragocentrismu) "za jeden ze znaků totality".
Podkladem pro jednání sněmu byla Moravskoslezská deklarace vypracovaná odbornými komisemi Jihomoravského a Severomoravského KNV. Delegáti místních a podnikových výborů Společnosti pro Moravu a Slezsko v dubnu 1990 v Kroměříži oficiálně založili Hnutí za samosprávnou demokracii – Společnost pro Moravu a Slezsko. K jejímu zaregistrování bylo třeba deset tisíc podpisů. V průběhu několika dní jich však právoplatných bylo na 47 tisíc a další přicházely. Lídr Boleslav Bárta hnutí definoval jako „nadstranické politické hnutí všech demokraticky smýšlejících Moravanů a Slezanů bez ohledu na jejich politické a náboženské přesvědčení“.
Dále v Moravskoslezské deklaraci hnutí požadovalo schválení zákona o rehabilitaci země Moravskoslezské, čímž měla být zabezpečena náprava křivd spáchaných v období uplynulých čtyřiceti let. Neméně jeho podstatnou záležitostí byl požadavek na vyhlášení samosprávné spolkové země Moravskoslezské v rámci ČSFR s dočasnou delegací (do zvolení Moravskoslezského sněmu) zákonodárné moci na Českou národní radu (ČNR) a výkonné moci na vládu ČR. Bárta závěry sněmu vykládal tak, že sněm přijetím deklarace obnovil zemi Moravskoslezskou a na ČNR a vládu ČR dočasně delegoval zákonodárnou a výkonnou moc.
Největšího úspěchu hnutí dosáhlo ve volbách do České národní rady v roce 1990, kdy získalo 10,3 % hlasů a 22 poslaneckých mandátů, a to i přesto, že kandidovalo pouze v Jihomoravském, Severomoravském kraji, Jihočeském a Východočeském kraji. V historických oblastech Moravy a Slezska, získalo až čtvrtinu hlasů. HSD-SMS nebylo přizváno ke koaliční vládě na federální úrovni (zde vládla koalice Občanského fóra a Veřejnosti proti násilí), ale na úrovni České republiky mělo jednoho ministra (Bohumil Tichý – ministerstvo kontroly).
Tomuto volebnímu úspěchu předcházel první spor ve hnutí. Aby oslovilo voliče a dostalo hlasy potřebné pro vstup do parlamentu, bylo stanoveno, že hlavním bodem volební strategie bude náprava křivd spáchaných komunistickým režimem spočívající v obnovení zemské samosprávy. Bárta se na střetnutích s voliči chlubil svým prvním dílčím úspěchem, přijetím usnesení, ve kterém FS odsoudilo zrušení země Moravskoslezské jako krok komunistické totalitní zvůle a vyslovilo přesvědčení, že spáchané křivdy budou napraveny. Pavel Balcárek a jiní požadovali odložení voleb do ČNR a konání voleb do neexistujících sněmů. Hnutí tak přicházelo o voličskou podporu. Václav Klaus a Petr Pithart objížděli Moravu a vyzývali občany, aby nevolili malé strany a tvrdili, že nejdůležitějším úkolem je zabránit komunistům vrátit se k moci. Známý je  slogan P. Pitharta z té doby „Moravané a Slezané se vlamují do otevřených dveří“. Schylovalo se k velké volební prohře. Lídr kandidátky sm volebního kraje do ČNR ředitel Okresního oddělení Českého statistického úřadu oznámil, že pokud se nezmění volební taktika a strategie sám, a spolu s ním i další, odstoupí  z kandidátky. Spor byl zažehnán zásluhou Aleše Kladiva, dobrého přítele Bárty. V Brně se uskutečnilo bouřlivé setkání, na kterém bylo dohodnuto, že:
- budou dva hlavní body volební strategie, tím druhým bude ekonomická diskriminace (vykořisťování) obyvatel Moravy a Slezska,
- dojde ke změně volební taktiky – ústředním heslem kampaně se stane „Jeden hlas pro Moravu a Slezsko“.

Již v létě 1990 navrhli poslanci Federálního shromáždění za HSD-SMS během projednávané novely československé ústavy roku 1960 a ústavního zákona o československé federaci z roku 1968, aby byl název Česká republika změněn na "Českomoravskou republiku" a parlament z České národní rady na "Českomoravskou národní radu, z níž se na základě dělby zákonodárné moci a dělby práce vydělují sněm Země české a sněm Země moravskoslezské". Toto zemské uspořádání České republiky mělo být předstupněm k realizaci koncepce československé trojfederace, spolkového státu Čech, Moravy se Slezskem a Slovenska, kterou hnutí prosazovalo. Návrh však navzdory deklarované podpoře moravskoslezské samosprávy z úst vrcholných představitelů Občanského fóra a Křesťanskodemokratické unie nebyl přijat. Podobný osud měly i další legislativní návrhy ve Federálním shromáždění i České národní radě, kde hnutí podávalo návrh na zemské uspořádání České republiky opakovaně. Hnutí si uvědomovalo, že ochota centrální vlády vyhovět moravským požadavkům se zmenšuje.
V listopadu 1990 se konaly volby do národních výborů. Hnutí jako nová strana mělo problémy s obsazením svých kandidátek. Pouze v jednom jihomoravském a dvou severomoravských okresech dokázalo ve více než polovině obcí daného okresu postavit své kandidáty. Ve volbách získalo více než 3,2 milionů hlasů a 1 706 mandátů. Volební výsledky byly lepší ve městech než na venkově. Např. v Brně se stalo vítězem voleb s počtem 19 mandátů.
Bárta byl vážně nemocný. Prodělal několik infarktů a prošel klinickou smrtí. I přes tento nepříliš dobrý zdravotní stav stanul po listopadu 1989 v čele obnovené Společnosti pro Moravu a Slezsko a později se stal předsedou HSD SMS. Byl přesvědčen o tom, že se „do života vrátil“ proto, že je předurčen k tomu, aby rehabilitoval Moravu a Slezsko. Z tohoto úhlu pohledu je proto nutné hodnotit některá jeho jednání a vystupování, tedy i jím připravený program jednání druhého Kroměřížského sněmu HSD SMS, na který se dne 20. října 1990 sjelo do Kroměříže více než pět set delegátů. Program sněmu lze stručně vyjádřit následovně: na základě neplnění slibů OF odvolat delegování zákonodárné a výkonné moci země Moravskoslezské, o kterém rozhodl první Kroměřížský sněm, na ČNR a vládu ČR, z poslanců HSD SMS v ČNR ustavit Moravskoslezský sněm a členů hnutí Moravskoslezskou vládu, které převezmou moc zákonodárnou a výkonnou. I když Bárta věděl, že s pravděpodobností rovnající se jistotě všichni poslanci V ČNR budou zbaveni mandátu, nepovažoval za nutné je o tom informovat. V té době měly podobný přístup k poslancům ČNR všechny parlamentní strany – obecně platilo, že poslanci ČNR jsou „dvojky“. Jednání předsedy vyvolalo u poslanců rozhořčení a stalo se důvodem ke zrodu zatím největšího sváru uvnitř hnutí. Reakci poslaneckého klubu HSD-SMS v ČNR na 2. Moravskoslezskou deklaraci popsal jeho předseda Ján Kadlec následovně:
„Podařilo se mi dosáhnout toho, že celý náš klub přišel k předsedkyni ČNR Burešové a tam dal slib, že nikdy nebude podporovat žádné protiústavní kroky. Toho jsme se drželi po celou dobu, protože deklarovat nějaké republiky a samostatné parlamenty tím, že odejdeme a vyhlásíme se jako Moravskoslezský sněm, to zavánělo separatismem nejhrubšího zrna“. Vyjadřuje jeho osobní názory. Skutečnost byla poněkud jiná. Jednání poslanců ovlivnily dvě skutečnosti, na základě kterých se rozhodli sněm nepodpořit. Bylo to:
1. Stanovisko slovenských poslanců, mimopražští poslanci FS a ČNR bydleli v domě sester v Praze na Košíku. Tam docházelo k neoficiálním jednáním. Z nich vyplývalo, že vytvoření spolkové republiky se třemi členy je v pravomoci FS, územní uspořádání ČR v pravomoci ČNR. Není však přípustné, aby rozdělením ČNR vznikly dva zemské sněmy se zákonodárnými pravomocemi národních rad.
2. Stanovisko vlády ČR, na vyžádání poslanců se jednání poslaneckého klubu zúčastnil člen vlády ČR a ministr kontroly B. Tichý, který je seznámil se stanoviskem vlády. Vláda sněm nezakáže ani nerozpustí. Vyčká, jaké závěry budou přijaty a ty pak posoudí z hlediska jejich ústavnost. Mandátový výbor ČNR posoudí, zda poslanci porušili poslanecký slib a navrhne ČNR, aby v případě, že se tak stalo, ČNR konstatovala zánik jejich mandátu. Na takto uprázdněná místa, pokud neodmítnou složit poslanecký slib, nastoupí náhradníci zvolení na kandidátních listinách HSD SMS. V případě, že na základě usnesení sněmu dojde k výměně přednostů okresních úřadu či jiných vedoucích pracovníků státní správy, nebudou ze státního rozpočtu poskytovány finanční prostředky pro jejich činnost. Srozumitelně řečeno nebudou peníze na výplatu mezd, provoz škol apod.

Podruhé se poslanci HSD SMS v ČNR stali předmětem zájmu domácích a zahraničních novinářů dne 14. února 1991. Ten den proběhlo na půdě ČNR hlasování o původním vládním usnesení, které vyjadřovalo podporu systému spolkového zřízení. Poslanec OF T. Fejfar přednesl pozměňovací návrh k usnesení ke státoprávnímu uspořádání a navrhoval toto: „Je třeba přistoupit k věcnému projednání všech čtyř variant vzešlých z vládní komise, včetně jejich ekonomického rozboru a rozboru ústavně právního ve všech příslušných orgánech ČNR“. V hlasování o pozměňovacím návrhu Klubu OF se vyjádřilo 94 poslanců pro, 44 hlasů bylo proti a 24 se zdrželo hlasování.
Následoval odchod poslanců HSD-SMS z jednacího sálu. Předseda poslaneckého klubu Ján Kadlec oznámili, že s poslanci, kteří mají v ústech „pravda a láska zvítězí nad lží a nenávistí“ a v duši nenávist a pohrdání, v jednom sále, s výjimkou spolupráce s lustrační a státoprávní komisí, spolupracovat nebudou. Hlasování Moravanů nohama, jejich odchod z ČNR nazval Jaroslav Šabata, vyvolalo zájem zahraničních novinářů, např. z Die Presse.Redaktor tohoto listu Karl Schwarz napsal o těchto událostech několik článků. Od té doby se o Moravě začalo psát i jinde v zahraničí.
Bárta začal organizovat tzv. "moravské kulaté stoly" všech politických stran na Moravě včetně komunistů. Dohodli se, že budou v Praze společně hájit zájmy Moravy. Tato stanoviska byla na počátku roku 1991 podporována masovými demonstracemi v moravských městech, které vyvrcholily 29. 4. 1991 protestním pochodem Moravanů Prahou. Snahy hnutí zkomplikovalo rozdělení poslaneckého klubu ve Federálním shromáždění na klub HSD-SMS I. (pravicový, odštěpenecký) a klub HSD-SMS II. (levicový, oficiální). Proti Bártovi se navíc množily osobní útoky, byl nařčen ze spolupráce s StB, přestože v době totality byl sám komunistickou tajnou policií sledován a musel se vzdát autorství řady vlastních odborných metod. Toto obvinění se mu nepodařilo do své náhlé smrti 31. 5. 1991 vyvrátit.
Po jeho smrti byl v červnu 1991 zvolen předsedou hnutí JUDr. Jan Kryčer, u některých stoupenců moravského hnutí nazýván hrobařem Moravy, pro své praktické rozmělnění původních cílů hnutí a jeho neúspěšnou transformaci v liberální politickou stranu, která měla působit v celé České republice (Českomoravská strana středu, Českomoravská unie středu).
Výsledek ve volbách roku 1992 byl slabší než se očekávalo: v České národní radě získalo 14 mandátů oproti 22 z minulého volebního období; z toho jeden ve východočeském volebním kraji, ve Sněmovně lidu FS ke vstupu chybělo jen několik stovek hlasů. Svůj podíl na tom měla i nesprávně stanovená volební taktika a strategie. Např. Volební program 1992 obsahoval v 10 částech 100 bodů a voliče neoslovil. Některé z nich, např. bod 20, vycházely z Tezí zemského zřízení, jiné, např. bod 11 byly s nimi v rozporu. Potvrdila se tak pravdivost přísloví „Mnoho zajíců, myslivcova smrt“.
Na den 2. ledna 1993 byl svolán do historického sálu brněnské radnice, ve kterém se staletí konala zasedání Moravského sněmu, sjezd HSD SMS. Z toho důvodu byl omezen počet členů sjezdu. Hlavním bodem programu bylo seznámit představitele hnutí s novou situací, která nastala vznikem samostatné České republiky, a dohodnout další postup. Ten den bylo mrazivé počasí a autobusům, které přivážely delegáty ze severní Moravy, zamrzala nafta a přijeli se značným zpožděním. Toho využil poslanec Petr Kavan, zastupoval Moravskou národní stranu, která ve volbách 1992 společně kandidovala na společné kandidátní listině HSD SMS, a s podporou dalších delegátů inicioval odvolání předsedy Jana Kryčera z funkce. Postoupil do druhého kola, v němž získal 112 hlasů, ale se 127 hlasy ho porazil stávající předseda hnutí. O podporu části delegátů se připravil svým vystoupením, ve kterém např. navrhoval např. přerušit silniční a železniční dopravu mezi Moravou a Čechami. Strana rozhodla o redukci svého programu s tím, že jejím hlavním úkolem dále bude prosazení ČR na principu zemského uspořádání. Došlo i k přejmenování na Hnutí samosprávné demokracie Moravy a Slezska – HSDMS. V reakci na prohru nespokojenců na lednovém sjezdu a z důvodu nesouhlasu s upravenou orientací hnutí několik poslanců zvolených na kandidátce HSD SMS, včetně Kavana, opustilo poslanecký klub HSDMS a dále působili jako nezařazení.
Druhá fáze boje za rovnoprávné postavení občanů Moravy a Slezska v ČR byla zahájena koncem září 1992. Hnutí bylo i politickou stranou a mělo představu o tom, jak řešit i jiné otázky než ty, které se týkají politické oblasti. Koncem září proto zveřejnilo „Aktualizované Teze zemského zřízení“ (vypracovány v březnu 1991).
Tehdejší předseda ODS a premiér Václav Klaus byl vůči deklarovaným myšlenkám souvisejících se  zavedení zemského zřízení v ČR skeptický a k předloženému materiálu se vyjádřil tak, že samosprávná demokracie navrhovaná pro hospodářskou sféru je zajímavá, ale on sám upřednostňuje zastupitelskou demokracii, volný trh a centralismu, které podle něho umožní snadnější rozdělení státu a transformaci centrálního hospodářství.
Příklad transformace podniku podle tezí HSD SMS. Barum Continental (dříve Barum Otrokovice), sociální podnik organizovaný na zásadách T. Bati a firmy Toyota, je v současné době pátým světovým výrobcem pneumatik.
Příklad divoké privatizace a působení tržního mechanismu podle V. Klause. Poldi Kladno novým majitelem zlikvidováno z 95 %. Stroje, ocelové konstrukce hal a výrobních zařízení vyvezeny do zahraničí jako železný šrot se ziskem několikanásobně převyšující cenu, za kterou nový vlastník podnik koupil.
V reakci na stanovisko Václava Klause poslanci HSD SMS v ČNR přijali, zveřejnili a 28. 10.1992 rozeslali zahraničním adresátům Deklaraci práv občanů Moravy a Slezska (DEKLARATION der Rechte des Volkes Mährens und Slesiens). Pro představu o jejím obsahu viz výňatek z deklarace:
Vážené dámy, vážení pánové,
národy Čech, Moravy a části Slezska, jakož i národ Slovenska, se v roce 1918 rozhodly spojit z vlastní vůle za tím účelem, aby vytvořily svrchovaný a samostatný stát s názvem Československá republika. Československo bylo uznáno za člena společenství národů, za člena mezinárodních organizací a byly s ním uzavírány dohody a smlouvy. Nyní, když dochází k rozbíjení tohoto státu, nechce vládnoucí koalice přiznat lidu Moravy a Slezska práva, se kterými do společného státu vstoupil a kterých se nikdy nevzdal.
Čechové, Moravané a Slezané po staletí žili ve spojení označovaném jako svazek zemí Koruny české. Tento svazek byl vždy složen nejméně ze tří zemí – Čech, Moravy a Slezska, z nichž každá dle historického rozvoje požívala rozsáhlé samosprávy. Pospolitosti občanů Království českého, Markrabství moravského a Vévodství slezského podstatnou část svých záležitostí spravovaly samy, prostřednictvím vlastních sněmů a úřadů. Obdobné postavení země měly, i když se staly později součástí rakouské, respektive rakousko- uherské, monarchie. .. (celý originál deklarace v němčině – archiv JUDr. Kačenka)
U některých adresátů (hlav států, předsedů parlamentů, orgánů EU apod.) vyvolala deklarace zájem o problematiku Moravy a Slezska. Někteří (např. dánská královna nebo ministr zahraničí Maďarska) požadavek označili za oprávněný, jiní problém neznali a požádali nás (prostřednictví zastupitelských úřadů) o seznámení s ním. Jednání proběhla např. na velvyslanectví USA, Kanady, Švédska, Rakouska, Ruska, Číny aj.; probíhala na úrovni velvyslanců, atašé či 1. tajemníků apod.. Předseda hnutí JUDr. Jan Kryčer uspořádal k objasnění cílů hnutí několik tiskových konferencí ve Vídni.
Deklarace částečně ovlivnila i podobu Ústavy ČR. Jako „politická zástěrka“ při zpracování návrhu Ústavy působila Poslanecká komise předsednictva ČNR pro Ústavu. Členy byli např. Marek Benda, Jiří Bílý (HSD SMS), Ivana Janů,  Milan Uhde a jiní. Koncem srpna 1992 bylo dohodnuto, že základem pro další její jednání bude návrh Ústavy vládní komise. Návrhy Ústavy Československé sociální demokracie, Komunistické strany Čech a Moravy a Liberálně sociální unie nebyly v ČNR vůbec projednány.
Vládní komise byla zřízena usnesením vlády č. 484 z 10. července 1992. Předsedou komise byl Václav Klaus, místopředsedou Jan Kalvoda, sekretářem Cyril Svoboda, za MV ČR Pavel Zářecký, z poslanců např., Jiří Vlach, Jan Litomiský, Miloslav Výborný a jiní. Vládní návrh Ústavy z pera této komise se stal základem budoucí Ústavy ČR a promítají se do něho výrazné charakterové prvky místopředsedy Jan Kalvody; je zastáncem „obecné povahy zákonů“ umožňující několikerý způsob jejich výkladu, je „pragocentristou“, sídlem všech orgánů je Praha, je „moravobijcem“, v návrhu není ani zmínka o Moravě a Slezsku. Kritickým bodem vládního návrhu ale bylo především postavení Listiny základních práv a svobod. Zařazení Listiny přímo do ústavy bylo politicky neprůchodné především kvůli Václavu Klausovi, který ji nechtěl vůbec a případné včlenění jejího textu přímo do textu Ústavy nazval „plevelem Ústavy“. Problém se neúspěšně pokusil vyřešit Miloslav Výborný vytvořením koncepce tzv. ústavního pořádku ČR. Bez zakotvení základních práv a svobod do Ústavy byla jen velmi malá pravděpodobnost jejího přijetí výraznou většinou poslanců ČNR.
Tzv. Karlovarským návrhem Ústavy se zabýval na zámku v Lánech (2. a 3. prosince 1992) ústavněprávní výbor České národní rady (viz Externí odkazy Doménová koule).  Cílem jednání bylo dosáhnout co největší shodu na jejím obsahu. Byl podpořen návrh Miroslava Výborného a vložen článek 3, podle kterého je Součástí ústavního pořádku České republiky Listina základních práv a svobod. Prošel i návrh Ivany Janů, článek 9 o podstatných náležitostech demokratického právního státu, ve článku 91 byl doplněn Nejvyšší správní soud. Na návrh poslance Františka Kačenky (HSD SMS) byl článek 101 doplněn o odstavec (3), podle kterého „Územní samosprávné celky jsou veřejnoprávními korporacemi, které mohou mít vlastní majetek a hospodaří podle vlastního rozpočtu“. Ostatní jeho návrhy, i návrhy dalších poslanců alespoň symbolicky prosadit do ústavy zmínku o Moravě a Slezsku, nebyly přijaty. Nebyly přijaty ani takové, které Václav Klaus sliboval za podporu návrhu zřízení Senátu na jednání poslaneckých klubů, např. jeho sídlem bude Brno. Dalo se očekávat, že některé z nich budou opětovně vzneseny při projednávání ústavy v ČNR. Proto  zástupci vládních stran uzavřeli písemnou dohodu, ve které sjednali, že nebude přijat žádný pozměňovací návrh předložený při projednávání ústavy v ČNR, ledaže se na tom dohodnou všechny vládní strany. To se stalo jen v případě návrhu Pavla Hirše.
Dne 16. prosince 1992 byla Ústava České republiky, a to: 16 poslankyň a poslanců hlasovalo proti, 10 se zdrželo hlasování a 172 kladnými hlasy její přijetí podpořilo. Poslanci HSD SMS byli proti nebo se zdrželi.
Dne  25. 12.1993 předložilo 64 poslanců návrh Ústavního zákona O ÚZEMNÍ SAMOSPRÁVĚ A STÁTNÍ SPRÁVĚ V ČESKÉ REPUBLICE alter. O vyšších územních samosprávných celcích, kterým měla být ČR rozdělena na tři vyšší územně samosprávné celky a to, zemi českou zemi moravskoslezskou, a s hlavním městem Prahou v postavení vyššího územního celku (země). Návrh byl zpracován ve spolupráci s odborníky právnických fakult v Brně a Praze a konzultován na právnické fakultě ve Vídni. Měl částečnou podporu prezidenta Havla, který do poznámek vepsal: „Vyššími územně samosprávnými celky České republiky jsou Pražský kraj, Jihočeský kraj, Západočeský kraj, Severočeský kraj, Východočeský kraj, Země moravská a Země slezská“. Termín předložení návrhu zákona byl načasován tak, aby krátce předcházel návštěvě amerického prezidenta Clintona v Praze, který přislíbil vyslat svého poradce na schůzku s představiteli hnutí. Došlo k ní v poslanecké sněmovně 12. 1.1994. Za americkou stranu se zúčastnil Dr. Charles Gati, který měl maďarské předky, a byl s historií Československa dobře obeznámen. Po klepání se seznámil s Deklarací práv lidu Moravy a Slezska; ta podle jeho mínění odráží historickou realitu. Přímá podpora požadavků hnutí ale nebyla možná. Nepřímo byla vydřena tak, že se pracovník ambasády USA zúčastnil několika jednání poslaneckého klubu. Návštěvy skončily po přejmenování hnutí na Českomoravskou stranu středu.
I přes výše uvedené skutečnosti návrh nezískal podporu sněmovny a premiér Václav Klaus jej označil za naprosto nepřijatelný. V reakci na jeho vyjádření vystoupil dne 20. června 1995 poslanec Kačenka v rozpravě při projednávání „vládního návrhu ústavního zákona O vytvoření vyšších územních samosprávných celků“. V druhé části svého vystoupení se obrátil na představitele a reprezentanty evropských a jiných (USA, Japonska) států, předsedy parlamentů, včetně Evropského, Radu Evropy, předsedy vlád aj. s „Výzvou na ochranu demokracie v ČR“ (viz stenozáznam 32. schůze PS PČR). Výzvu v originální, anglické, verzi „APPEAL FOR PROTECTION OF DEMOCRACY IN THE CZECH REPUBLIC“ spolupodepsalo dalších 23 poslanců PS PČR a v prosinci 1995 byla předána či rozeslána 34 adresátům. Na jejím základě některé státy, včetně Slovenska, uznávají moravskou národnost.
Představitelé hnutí dospěli k závěru, že ani v tomto volebním období se sliby dané voličům na Moravě a ve Slezsku nepodaří splnit a podpora voličů moravských volebních krajů nebude v dalších volbách taková, aby se hnutí dostalo do parlamentu. Řešení spatřovali v tom, že bude vytvořena strana s celorepublikovou působností, která osloví „středové“ voliče. Hnutí se proto roku 1994 přejmenovalo na Českomoravskou stranu středu (ČMSS).Při prvních volbách do zastupitelstev obcí v samostatné České republice, které se uskutečnily 18. a 19. listopadu 1994, ČMSS v nich jen 564 tisíc hlasů a 372 mandátů. V porovnání s volbami v roce 1990 je to v počtu získaných hlasů jen šestina a v počtu získaných mandátů něco více než čtvrtina.
Preference strany však nadále klesaly. Proto se v únoru roku 1996 ČMSS sloučila s Liberálně sociální unií, která byla oficiálně zaregistrována jako politické hnutí s kolektivním členstvím, do Českomoravské unie středu. Tvořila ho Strana zelených, Československá strana socialistická, Zemědělská strana a Hnutí zemědělců a nezávislých osobností a  Křesťanskosociální unií (původně frakce KDU-ČSL kolem bývalého předsedy strany Josefa Bartončíka). Volebním lídrem byl předseda Zemědělské strany František Trnka, před rokem 1989 patřil mezi vedení JZD Slušovice (strana hájila zájmy členů bývalých JZD). Někteří poslanci zvolení do PS za LSU a HSD SMS přešli k jiným poslaneckým nebo zůstali nezařazeni. Členové hnutí, kteří nesouhlasili s politickou linií předsedy HSD-SMS Jana Kryčera, založili Hnutí samosprávné Moravy a Slezska (ve volbách 1996 získalo 25 198, tj. 0,42% hlasů). ČMUS při volbách do Poslanecké sněmovny v roce 1996 získala 27 490 hlasů, tj. 0,45% a do PS se nedostala.
Každá mince má dvě strany – líc a rub. „Rubem“ toho, že „moravské strany“ ve volbách 1996 neuspěly a jejich poslanci na parlamentní půdě nemohli veřejně hájit zájmy svých voličů, bylo, že se jejich činnost stala nekontrolovatelnou. Bylo jen otázkou času, kdy a jakým způsobem kontrola nad nimi bude nastolena. Netrvalo dlouho a začaly se šířit „zaručené zvěsti“ např. o radikalizaci moravského hnutí, o Moravské osvobozenecké (zemské) armádě. Bylo zřejmé, co bude následovat; od soudem povolených odposlechů telefonů a kontroly pošty, k infiltraci spolupracovníků tajných služeb do hnutí. Z oficiálních zdrojů byli někteří bývalí funkcionáři HSD SMS, o nebezpečí které jim hrozí, informováni někdy v období 1998 – 1999. Svoji účast na těchto aktivitách odmítli a považovali je za provokaci tajných služeb.
Problémem radikalizace se zabývá Miroslav Mareš v článku MORAVISMUS A EXTREMISMUS zveřejněném v časopise Středoevropské politické studie. Radikalizaci společnosti označuje jako Moravistický etnický extremismus a terorismus. Uvádí se v něm:
„Sjezd delegátů Moravské zemské armády konstatoval (pravděpodobně v roce 1998), že boj o Moravu v Parlamentu je u konce a „nezbývá než začít ho vést v ulicích“ (MZA 1998). Prioritním cílem útoků MZA byla nejprve stanovena česká ekonomika, ale i zemští zrádci a škůdci, členové a funkcionáři ústavních orgánů a některých politických stran. Spekulace o tom, kdo tvoří MZA či MOA, se pohybují zhruba ve třech hlavních směrech – za možné původce jsou považováni buď někteří bývalí pro-moravští republikáni na Ostravsku či Havířovsku (kteří podle neověřených informací měli provádět i paramilitární cvičení Moravské armády – to však může být i dezinformace), další variantou jsou severomoravští ortodoxní komunisté propojení s moravistickými organizacemi, a konečně může jít o některé „fanatické Moravisty“, ať již z okolí Kroměříže, Brna či Slovácka apod. Žádná z variant však není podložena přesvědčivými důkazy (může koneckonců jít i o tzv. kanadský žert “. Nikde ani zmínka o možné provokaci tajných služeb. Za pozornost stojí, že autoři používají termíny (např. zemští zrádci a zemští škůdci) ze „Zemského zřízení“.
Později se Českomoravská unie středu dále sloučila s Moravskou národní stranou (za vzniku Moravské demokratické strany). Ta se roku 2005 sloučila s Hnutím samosprávné Moravy a Slezska (HSMS) do strany Moravané, která je v současnosti nástupnickou stranou tohoto hnutí.
V roce 2018 vzniklo Moravské zemské hnutí odtrhnutím od strany Moravané, jehož vznik podpořila PhDr. Marie Dluhá, sestra předsedy HSD-SMS doc. Boleslava Bárty, či PhDr. David Unger, předseda Společnosti pro Moravu a Slezsko.

## Volební výsledky

Volební výsledky ve volbách do České národní rady 1992

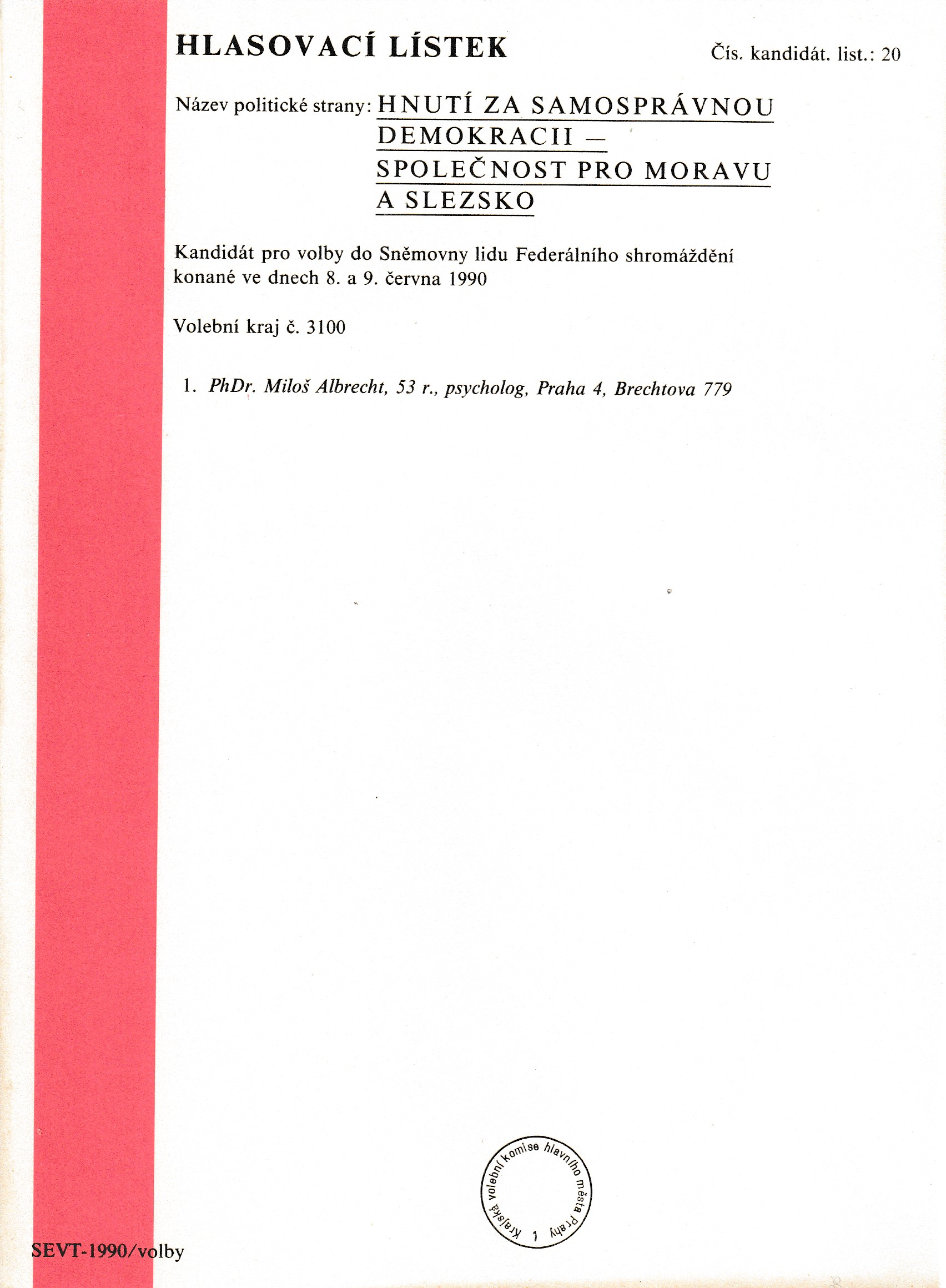
Volební lístek pro Sněmovnu lidu r. 1990 v Praze

### Volby do Sněmovny lidu Federálního shromáždění
| Volby | Počet hlasů | %    | Počet mandátů |
| ----- | ----------- | ---- | ------------- |
| 1990  | 572 015     | 7,89 | 9             |
| 1992  | 274 489     | 4,23 | 0             |

### Volby do Sněmovny národů Federálního shromáždění
| Volby | Počet hlasů | %    | Počet mandátů |
| ----- | ----------- | ---- | ------------- |
| 1990  | 658 477     | 9,10 | 7             |
| 1992  | 317 934     | 4,90 | 0             |

### Volby do České národní rady
| Volby | Počet hlasů | %     | Počet mandátů |
| ----- | ----------- | ----- | ------------- |
| 1990  | 723 609     | 10,03 | 22            |
| 1992  | 380 088     | 5,87  | 14            |

### Volby do obecních zastupitelstev
| Volby | Počet hlasů | %    | Počet mandátů |
| ----- | ----------- | ---- | ------------- |
| 1990  | 3 200 022   | 4,16 | 1 706         |
| 1994  | 563 674     | 0,44 | 372           |